# Graus de liberdade (mecânica)

Os graus de liberdade: frente/trás, cima/baixo, esquerda/direita, guinada, inclinação, rotação

Na física, os graus de liberdade do movimento (abreviado GDL), ou graus de mobilidade, é o conjunto de deslocamentos e rotações que um corpo (ou sistema mecânico) pode executar; em um sistema mecânico é o número de parâmetros independentes que definem sua configuração ou estado. É importante na análise de sistemas de corpos em engenharia mecânica, engenharia estrutural, engenharia aeroespacial, robótica e outros campos. Por exemplo o braço humano (excluindo os dedos) possui sete graus de liberdade (sete direções de deslocamentos + rotações).
A posição de um único vagão (motor) movendo-se ao longo de um trilho tem um grau de liberdade porque a posição do vagão é definida pela distância ao longo do trilho.Um trem de vagões rígidos conectados por dobradiças a uma locomotiva ainda tem apenas um grau de liberdade porque as posições dos vagões atrás da locomotiva são limitadas pelo formato dos trilhos.
Um automóvel com suspensão altamente rígida pode ser considerado um corpo rígido viajando em um plano (um espaço bidimensional plano).Este corpo tem três graus de liberdade independentes que consistem em dois componentes de translação e um ângulo de rotação.Derrapagem (ou Drift) é um bom exemplo dos três graus independentes de liberdade de um automóvel.
A posição e orientação de um corpo rígido no espaço é definida por três componentes de translação e três componentes de rotação, o que significa que ele tem seis graus de liberdade.
O método de projeto mecânico de restrição exata gerencia os graus de liberdade para não sobre-restringir nem super-restringir demais um dispositivo. 
O braço robótico é descrito por seus graus de mobilidade, é uma métrica prática, em contraste com a definição abstrata de graus de mobilidade que mede a capacidade de posicionamento agregado do sistema. Em 2007, o norte-americano Dean Kamen, inventor do veículo Segway, revelou um protótipo de braço robótico com quatorze graus de mobilidade feito para a DARPA. Os robôs humanóides normalmente possui trinta ou mais graus de mobilidade, sendo seis no braço, cinco em cada perna e, outros no tronco e no pescoço.
Os graus de liberdade do movimento existe o 6DOF, o cálculo sobre seis graus de movimento de um corpo rígido no espaço tridimensional.